# Playas de las Cascareiras, El Barroso y las Rubias
La playa de Las Cascareiras se encuentra en la localidad española de Las Cascareiras perteneciente al concejo asturiano de Navia. La playa tiene forma de concha, una longitud de unos 350 m y una anchura media de unos 25 m. La Playa de El Barroso tiene forma sinuosa, una longitud de unos 220 m y una anchura media de unos 20-25 m al igual que la Playa de Las Rubias cuyos datos son muy parecidos pero se diferencia de la de El Barroso en que tiene forma de concha. Las tres están situadas en un entorno rural y la peligrosidad es de tipo medio, si bien la Playa de El Barroso es la más peligrosa.
Los accesos a las tres playas tienen una cierta dificultad pues son peatonales y hay que caminar alrededor de unos tres km. El lecho de las tres playas es similar: es una mezcla de cantos rodados y una arena de grano grueso y de color gris bastante escasa. La ocupación de las playas es muy escaso o casi nulo así como el grado de urbanización de sus entornos.
Para acceder a ellas hay que recorrer un camino que comienza detrás de la Playa del Moro tomando la dirección de la «punta de la Sierra», que llega hasta Coedo. Para los andarines tiene el aliciente de tener la senda que va desde la Playa de Navia hasta Coedo. No disponen de ningún servicio siendo la pesca submarina, la recreativa y el marisqueo las actividades más recomendadas. Para acceder a las playas conviene llevar calzado adecuado para el sendero y el pedrero.